# Libošovice
Libošovice (en allemand : Liboschowitz) est une commune du district de Jičín, dans la région de Hradec Králové, en République tchèque. Sa population s'élevait à 512 habitants en 2022.

## Géographie
Libošovice se trouve à 3 km au nord de Sobotka, à 16 km à l'ouest-nord-ouest de Jičín, à 57 km au nord-ouest de Hradec Králové et à 70 km au nord-est de Prague.
La commune est limitée par Žďár et Vyskeř au nord, par Troskovice et Mladějov à l'est, par Sobotka et Osek au sud, et par Dolní Bousov, Dobšín et Kněžmost à l'ouest .

## Histoire
La première mention écrite de la localité date de 1352.

## Galerie

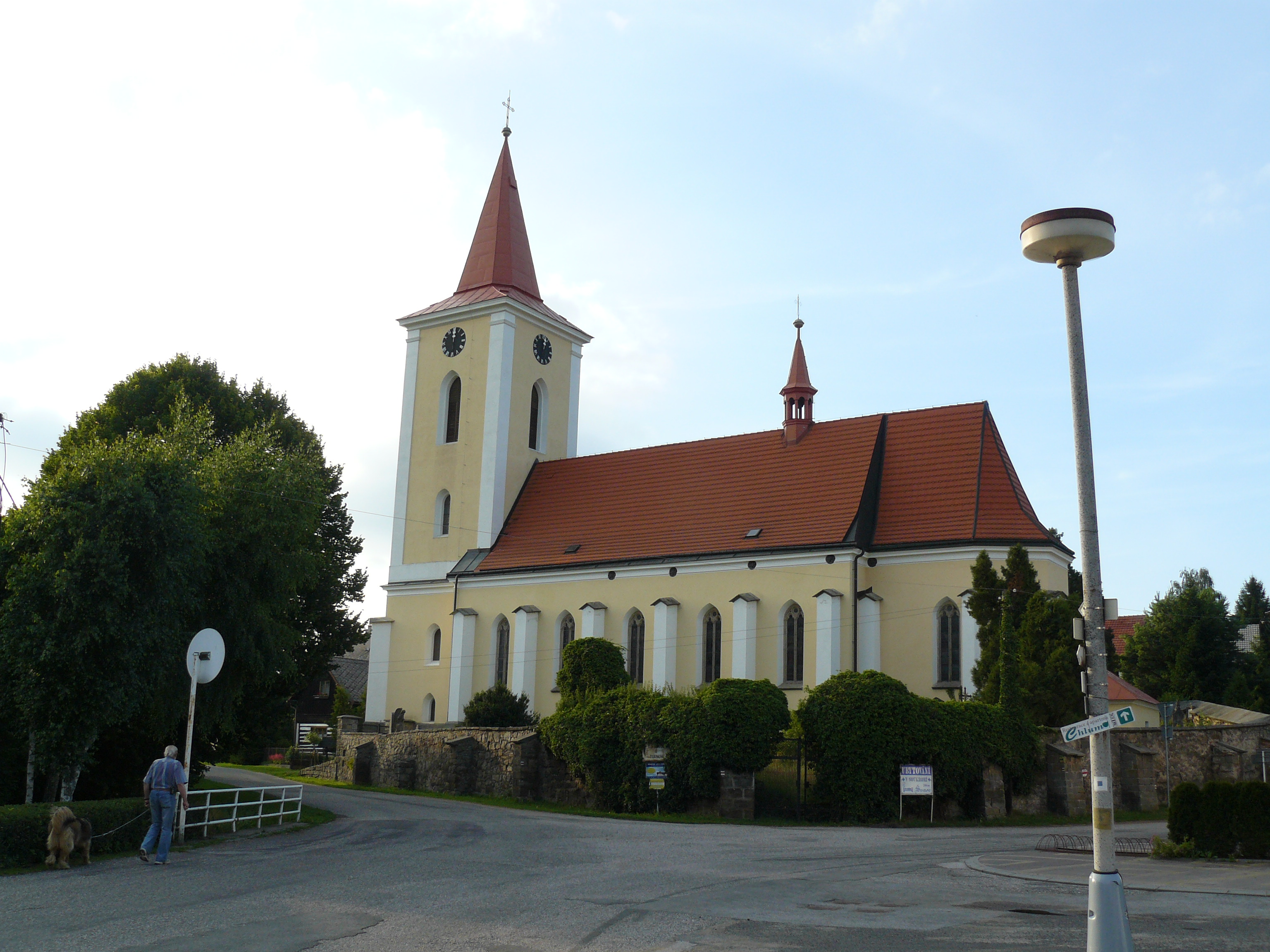
L'église Saint-Procope.
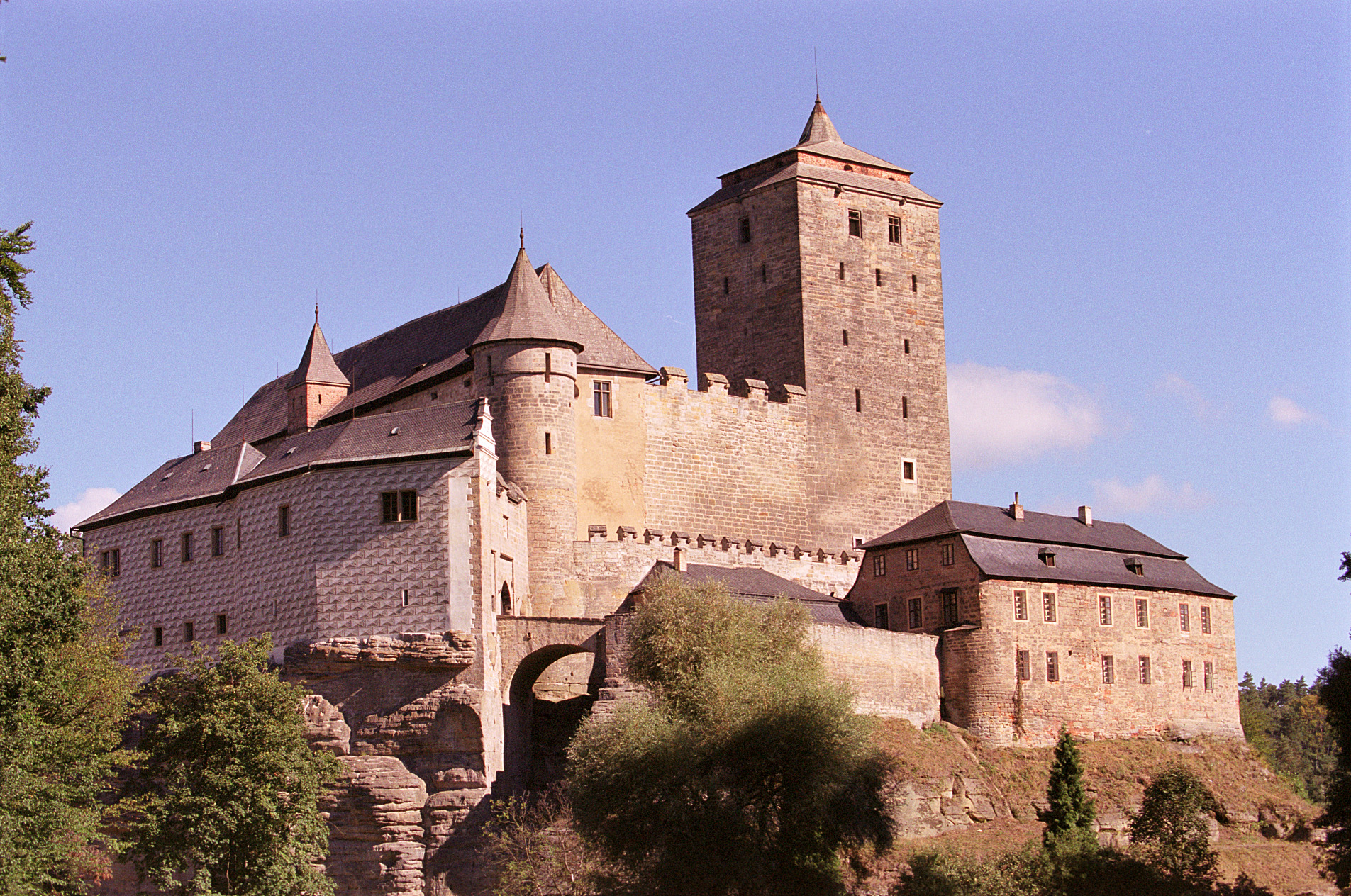
Le château de Kost.

## Transports
Par la route, Libošovice se trouve à 20 km de Jičín, à 54 km de Hradec Králové et à 83 km de Prague.